# Charles Schepens
Charles L. Schepens, né le 13 mars 1912 à Mouscron et mort le 28 mars 2006 à Nahant (Massachusetts), est un ophtalmologiste belge, naturalisé plus tard américain, considéré dans la profession comme le « père de la chirurgie rétinienne moderne ».

## Biographie

### Jeunesse
Fils de médecin, il achève ses études médicales et entre dans le service de santé des armées au moment où l’Allemagne envahissait la Belgique en mai 1940. En 1942, poursuivi par la Gestapo, Schepens s’enfuit vers la France et s’engage résolument dans la Résistance. 

### Le Résistant «Jacques Pérot» et la scierie de Mendive au Pays basque
À Mendive, village du Pays basque, proche de la forêt d'Iraty, zone frontière avec l'Espagne, sous le nom de Jacques Pérot, il reprend l’exploitation forestière en remettant en service sa scierie et son câble d’approvisionnement à travers la montagne à l’abandon depuis quelques années.
Se faisant passer pour collaborateur, « Monsieur Pérot » mystifia les Allemands aussi bien que la population basque locale. en compagnie du berger Jean Sarochar, il organisa un réseau d’évasion et de passage de documents de renseignements.
À la suite d'une indiscrétion, le secret d’Iraty fut éventé, et Schepens prit à son tour la fuite en 1943, en laissant femme et enfants ; il terminera la guerre en Angleterre, où le rejoignit sa famille miraculeusement rescapée.
Ce n’est qu’après sa fuite en Angleterre que les services de renseignement britanniques, à Londres, prirent la mesure de l’importance de l’opération secrète de la scierie de Mendive. Parmi les milliers de personnes qui parvinrent à fuir à travers les Pyrénées, une bonne centaine doivent la vie au docteur Charles Schepens et à Jean Sarochar.
Le livre Le Chirurgien et le berger-Deux héros de la résistance au Pays basque de Meg Ostrum publié par les éditions Aubéron (2011 et 2021 nouvelle édition revue et augmentée) retrace l'histoire de ce réseau d'évasion et de passage de documents.

### L'ophtalmologue de réputation mondiale
Immigré aux États-Unis en 1947, il crée la Retina Foundation en 1950, rattachée aujourd’hui à l’université de Harvard. 
À la tête de ce centre de recherches de pointe, il multiplie les innovations chirurgicales. Inventeur de l'ophtalmoscope binoculaire indirect (appareil servant à l'étude stéréoscopique du fond de l'œil et à l'étude de la vision binoculaire et appelé "le Schepens"), père de la chirurgie moderne du décollement de la rétine, sommité mondiale de l’ophtalmologie, il s’est éteint à Nahant à 94 ans peu de temps après s'être vu décerner la Légion d’honneur pour ses actes de résistance. 
D'une grande modestie, Charles Schepens ne parlait jamais de son passé de résistant dans son entourage médical américain et quand périodiquement il revenait au Pays basque pour y retrouver Jean Sarochar et ses amis; il laissait tout ignorer de ses succès et de sa réputation d'ophtalmologue mondialement connu. 